# 袁聚平
袁聚平（1968年4月—），男，河南新密人，中国政治人物。

## 生平
袁聚平于1968年4月生于河南省新密市，1986年7月参加工作，1990年4月加入中国共产党。先后任职郑州市中原区教育局干部、区委办公室干部、区委办公室副科级秘书、区委办公室副主任、副区长，须水镇镇长、镇党委书记，郑州市人民政府副秘书长、办公厅党组成员，郑州市城乡规划局局长、党组书记等职。2018年11月16日，巩义市第六届人民代表大会选举袁聚平为巩义市人民政府市长。2020年5月16日，巩义市委召开全市领导干部会议，宣布郑州市委决定由袁聚平担任巩义市委书记。